# Timothy Laurence
Timothy James Hamilton Laurence, KCVO, CB, ADC (P) (Camberwell, 1 de març de 1955) és un exoficial de la marina britànica i el segon marit de la princesa Anna, l'única filla de la reina Isabel II. Laurence va ser cavallerís de la reina de 1986 a 1989.

## Biografia
Timothy James Hamilton Laurence va néixer a Camberwell, al sud de Londres, sent el fill del comandant Guy Stewart Laurence (també venedor d'un fabricant de motors marins) i de Barbara Alison Laurence, nascuda Symons.
Laurence va ser educat primer a l'Escola Preparatòria New Beacon i després a Sevenoaks School, Kent, i també en l'University College, de la Universitat de Durham, amb una beca Naval, on va rebre una llicenciatura en Ciències de la classe alta de segon grau amb honors en geografia.
Va ser capità de l'equip de criquet d'aquest centre d'estudis.

## Carrera Naval
Va ser ascendit a guardiamarina l'1 de gener de 1973 i a sotstinent l'1 de gener de 1975. En sortir de Durham va completar la seva formació inicial en el Britannia Royal Naval College de Dartmouth, i va ser enviat a l'HMS Aurora. Va ser ascendit a tinent en només deu mesos, l'1 de març de 1977.
El 1978 es va unir a l'HMS Vernon i en el següent any va prestar serveis en el dragamines HMS Pollington.
Laurence va servir breument com a oficial de navegació del iot reial HMY Britannia, i 1980 a 1982 en el mateix lloc en el destructor HMS Sheffield. Va prendre el comandament del patruller HMS Cygnet en d'Irlanda del Nord el 1982, com a part de les patrulles contra els traficants d'armes de l'IRA.
Després d'assistir a HMS Dryad per a un curs d'oficial principal de la guerra, Laurence va ser ascendit a capità de corbeta (1 de març de 1985), i enviat a la fragata HMS Alacrity. Va estudiar a la Royal Australian Navy (RAN) el Curs Tactics (RANTACCS) en HMAS Watson, Sydney, al març de 1986, durant la qual li va ser notificat el seu nomenament com a personal de primera, començant a treballar a l'abril de 1986 com cavallerís de la reina. Va ser ascendit a Comandant el 31 de desembre de 1988.
A l'octubre de 1989 va ser destinat a la nova fragata HMS Boxer, i va assumir el càrrec de comandant de el 30 de gener de 1990, a l'edat de 34 anys.
Entre 1992 i 1994, Laurence va ser incorporat al personal naval del Ministeri de Defensa, a Londres. El 16 de maig de 1994 va ser nomenat com a primer assistent militar del secretari d'Estat de Defensa (Malcolm Rifkind), per proporcionar assessorament militar a la seva oficina privada.
Laurence va ser ascendit a capità el 30 de juny de 1995, i fins a 1996 va estar al comandament de la fragata HMS Cumberland. Al maig de 1996, la nau havia tornat de la mar Adriàtica, on l'HMS Cumberland serveix a l'OTAN, liderada per la IFOR. El 27 d'agost 1996 Laurence va prendre el comandament de la fragata HMS Montrose, i va ser capità del Plymouth, un esquadró de cinc fragates. Fins a octubre de 1996, el vaixell es trobava a l'Atlàntic Sud, patrullant les Illes Malvines.
Des del juliol de 1997 tornava a ser al Ministeri de Defensa, primer a l'Estat Major Naval, i després, a partir del juny de 1998, a l'equip d'implementació per a la revisió estratègica de la defensa.

## Actualitat
Des del gener de 1999 va ser becari visitant a la Universitat Hudson St Antony, a Oxford, on va fer un escrit sobre la relació entre l'assistència humanitària i manteniment de la pau. Va ser enviat després al Joint Services Col·legi shell i Estat Major, des del 15 de juny del 1999.
Des del 2001 fins a la primavera del 2004 va ser al ministeri de Defensa, com a director de recursos i programes de la marina de guerra.
Laurence va ser ascendit a contralmirall (a partir del 5 de juliol del 2004), fent d'assistent de cap de l'estat major de defensa, responsable de recursos i plans, juliol del 2004. El 30 d'abril del 2007 va ser ascendit a vicealmirall, i va ser cap adjunt de l'estat major de la defensa.
Va ser cap de la gestió d'immobles del govern britànic el juliol del 2009. Inclou els professionals de la construcció, adquisició, i administració de béns immobles i instal·lacions, i gestió de contractes. La Royal Institution of Chartered Surveyors (RICS) ha fet a Laurence Membre d'Honor, en reconeixement d'aquest període molt important.
Es va retirar de l'Armada l'agost de 2010. Ara té interessos no executius i de caritat, amb un èmfasi particular en la propietat i la regeneració. És membre de la junta directiva de l'empresa de gestió de projectes, Capità Symonds; és president no executiu dels promotors immobiliaris, Regeneració Dorchester; i està actuant de President Saturnland, una empresa de nova creació especialitzada en la regeneració. Com assessor superior militar per a PA Consulting, fa l'assessorament en qüestions de defensa. Està en els Consells de Patrimoni Anglès, la Commonwealth War Graves Commission, la Royal National Lifeboat Institution, i la companyia de preservació HMS Victory. Entre els seus altres interessos inclouen: tennis, golf, vela, esports de camp, i visites de camp de batalla.

## Matrimoni
Va conèixer a la princesa Anna, quan era cavallerís de la reina, quan el seu primer matrimoni amb el capità Mark Phillips s'havia trencat. El comandant Laurence i la princesa Anna es van casar el 12 de desembre de 1992, en una cerimònia celebrada per l'Església d'Escòcia, a l'església parroquial Crathie Kirk de Crathie, a prop del Castell de Balmoral, perquè l'Església d'Escòcia permet el nou matrimoni de persones divorciades. A causa d'aquest matrimoni és padrastre de Peter i Zara Phillips.
No va rebre cap títol de noblesa pel matrimoni, però va ser nomenat cavaller per la Reina el 15 de juny del 2011, amb la dignitat de cavaller comendador del Reial Orde Victorià, del qual ja era membre des del 1989. Té el títol aparellat de Sir des de llavors, el 2011.
Després del seu divorci, la princesa Anna es va quedar la finca Gatcombe Park, a Gloucestershire. Timothy i la princesa tenen un apartament al Palau de St. James.